# 李栗
李 栗（り りつ、? - 400年）は、北魏の軍人。本貫は雁門郡。

## 経歴
李栗は道武帝が賀蘭部を頼ったときに雇従していた21人のうちのひとりであった。たびたび戦功を挙げて、左軍将軍に任じられた。道武帝が後燕の慕容宝を攻撃すると、李栗は5万騎を率いて先鋒をつとめ、進軍する先々で後燕の諸軍を屈服させた。左将軍に転じた。慕容宝が中山を放棄して東方に逃亡すると、李栗は軽騎を率いてこれを追撃したが、追いつけずに帰還した。
李栗は性格が傲慢で、道武帝の前でも無礼なふるまいが多かった。道武帝も苛立ちがつのって、天興3年（400年）についに処刑した。

## 伝記資料
- 『魏書』巻28 列伝第16
- 『北史』巻20 列伝第8